# 堀合由巳
堀合 由巳（ほりあい よしみ、1885年（明治18年）11月 - 1929年（昭和4年）3月6日）は、盛岡市長。弁護士。

## 経歴
岩手県盛岡市出身。第二高等学校を経て、1909年（明治42年）に東京帝国大学法科大学英法科を卒業。同年、司法官試補となり、浦和地方裁判所に赴任した。1912年（明治45年）、盛岡市に弁護士を開業。盛岡市会議員、同副議長に選出された。1923年（大正12年）、盛岡市から岩手県会議員に当選。1926年（大正15年）には岩手県参事会員になった。
1928年（昭和3年）2月の第16回衆議院議員総選挙において岩手2区（当時）から立憲民政党公認で立候補したが次点で落選した。
1929年1月、盛岡市長に就任したが、3月に死去した。